# Andreas Schwarz (Politiker, 1869)
Andreas Schwarz (* 25. Dezember 1869 in Flörsheim am Main; † 12. März 1955 ebenda) war ein deutscher Binnenschiffer und Mitglied des Provinziallandtages der Provinz Hessen-Nassau.

## Leben
Andreas Schwerz wurde als Sohn des Arbeiters Johann Schwarz (1827–898)  und dessen Ehefrau Anna Maria Nauheimer (1839–1895) geboren.
Er war als Mainschiffer tätig, engagierte sich politisch und trat 1890 in die SPD ein. Acht Jahre später begründete er den sozialdemokratischen Wählerverein für Flörsheim und Umgebung. Von 1900 bis 1919 war er SPD-Parteivorsitzender in Flörsheim und von 1908 an als erster Sozialdemokrat Mitglied im Flörsheimer Gemeinderat, dem er – mit Unterbrechungen – bis 1933 angehörte.
Nach dem Ersten Weltkrieg war er Mitglied des Flörsheimer Arbeiter- und Bauernrats und nach dessen Auflösung bis Dezember 1919 Gemeindevorsteher.
Von 1919 bis 1927/1928 war er Mitglied des Kreistages des Mainkreises und hatte von 1920 an ein Mandat für den Nassauischen Kommunallandtag für den Regierungsbezirk Wiesbaden bzw. für den Provinziallandtag der Provinz Hessen-Nassau, wo er Mitglied des Finanzausschusses war. 
Mit der Bildung des Main-Taunus-Kreises durch die kommunale Neugliederung zum 1. April 1928 kam er in den Kreistag, dem er bis 1929 angehörte. Anfang der 1930er Jahre arbeitete er in einem Flörsheimer Zement- und Steinbruchunternehmen und war bis 1933 Beigeordneter in Flörsheim. 1933 erhielt er erneut ein Mandat für den Kreistag, konnte dieses aber wegen der Gleichschaltung durch die Nationalsozialisten nicht mehr ausüben. 

## Auszeichnungen
- 1953 Ehrenbürger von Flörsheim